# Мидделхарнис

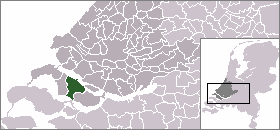
Расположение общины Мидделхарнис на карте Нидерландов

Мидделхарнис (нидерл. Middelharnis) — город и община в провинции Южная Голландия, Нидерланды. С 1 января 2013 года община Мидделхарнис объединена с общинами Гудереде, Дирксланд и Остфлакке в новую общину Гуре-Оверфлакке.

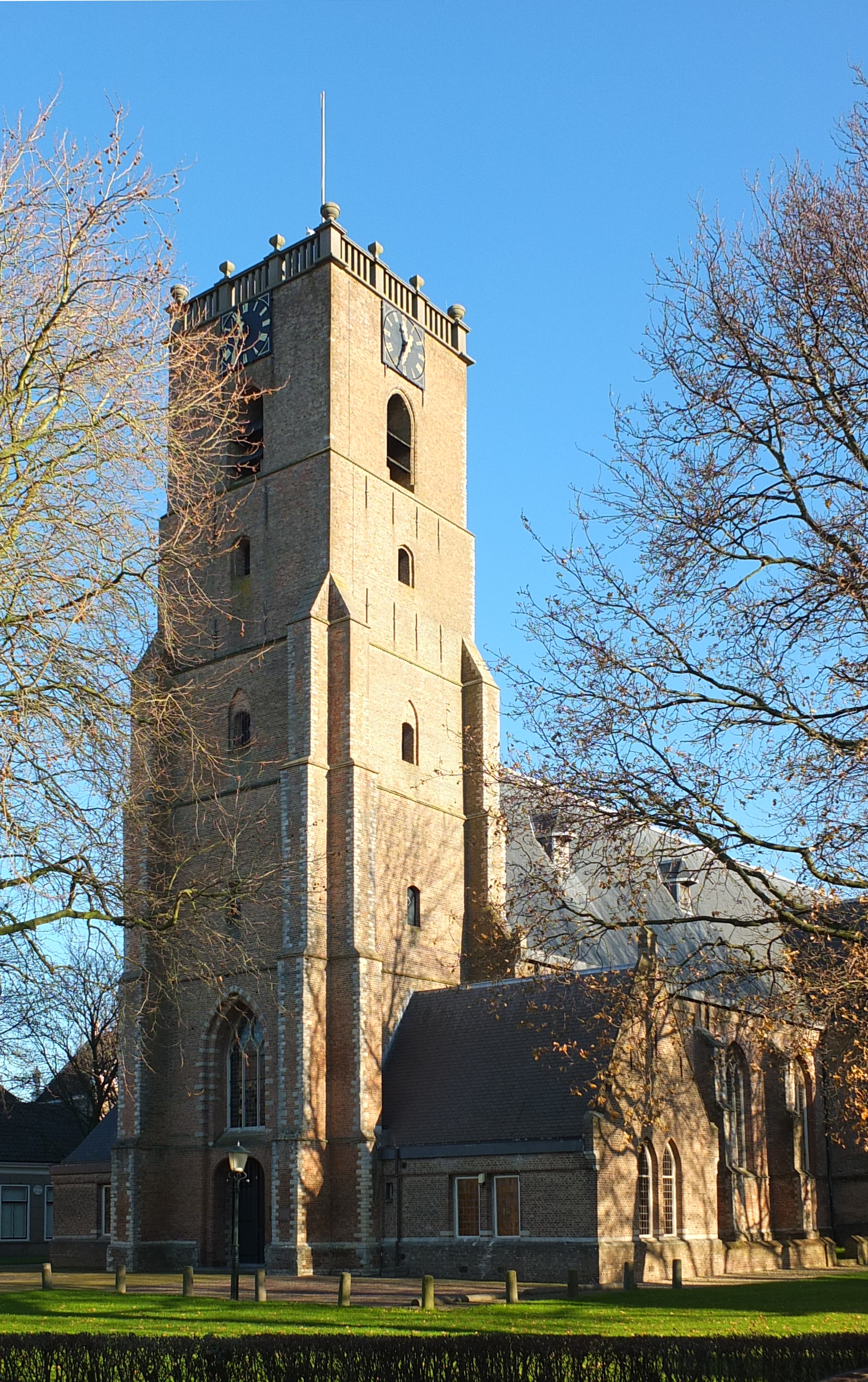

## История
В 1465 году полдеры Ауделанд ван Мидделхарнис, Айделанд ван Соммелсдейк и Дёйвенвард на острове Гуре-Оверфлакке были обнесены единой дамбой. Мидделхарнисом владели сюзерены Пюттена, Дёйвенвардом — сюзерены Грейсорда, а Соммелсдейк даже был частью не Голландии, а Зеландии (был переведён в состав Голландии в 1805 году, что было подтверждено в 1814).
Современная община Мидделхарнис была образована 1 января 1966 года путём объединения общин Мидделхарнис, Ньиве-Тонге, Соммелсдейк и Стад-ан-т-Харингвлит.